# Helicobacter pylori
Helicobacter pylori (w skrócie Hp, dawna nazwa Campylobacter pylori) – Gram-ujemna, wyposażona w kilka witek bakteria o helikalnym kształcie, która zaliczana jest do pałeczek. Bakteria ta zasiedla powierzchnię komórek nabłonkowych błony śluzowej części przedodźwiernikowej żołądka.
Światowa Organizacja Zdrowia w 2006 r. szacowała, że zainfekowanych tą bakterią było ok. 70% ludzi w krajach rozwijających się i ok. 30% w krajach rozwiniętych. Jej obecność zwiększa ryzyko wystąpienia takich schorzeń jak zapalenie żołądka typu B (mogące prowadzić do powstania nowotworu) i wrzody trawienne. Obecnie wiadomo, że H. pylori odpowiada w przybliżeniu za 80% przypadków choroby wrzodowej żołądka i 90% przypadków choroby wrzodowej dwunastnicy. Jednakże u większości zakażonych osób choroba nie rozwija się; wysunięto wiele hipotez wyjaśniających ten fakt, ale żadna z nich nie uzyskała powszechnej aprobaty.
Uważa się, że helikalny kształt bakterii (od którego wzięła się nazwa rodzaju) ma jej ułatwiać ruch w warstwie śluzu.

## Historia odkrycia
Bakterie Helicobacter pylori zostały odkryte przez niemieckich naukowców w 1875, ale nie udało im się ich sztucznie wyhodować w laboratorium i szybko o nich zapomniano. W 1893 włoski badacz Giulio Bizzozero opisał bakterie helikalnego kształtu żyjące w kwaśnym środowisku żołądka psa. Po raz drugi, niezależnie od badania z 1875, bakterie te zostały zauważone przez Walerego Jaworskiego pracującego na Uniwersytecie Jagiellońskim w 1899. Zaobserwował on charakterystyczne spirale bakterii i nazwał je Vibrio rugula. Jako pierwszy zasugerował także, że mogą one powodować schorzenia żołądka, ale swoje obserwacje opublikował jedynie po polsku, w książce Podręcznik chorób żołądka i dietetyki szczegółowej i przeszły one niezauważone. W 1952 r. Kornberg opisał hydrolizę znakowanego węglem C-14 mocznika w żołądku kota. Zauważył również, że zjawisko to jest hamowane po podaniu antybiotyków. Obecnie wiadomo, że przyczyną rozkładu mocznika jest wydzielanie ureazy przez bakterie Helicobacter, a oparty na podobnej zasadzie test jest wykorzystywany od 1987 roku w diagnostyce zakażeń. W 1982, kiedy po raz pierwszy udało się wyhodować drobnoustrój, zauważono jego ogromne podobieństwo morfologiczne do rodziny Campylobacter, naukowcy nazwali więc wykryte bakterie organizmami podobnymi do Campylobacter (ang. CLO – Campylobacter-like organisms). Różnica dotyczyła jedynie licznych rzęsek, które w rodzinie Campylobacter są niezmierną rzadkością. Początkową nazwą było Campylobacter pyloridis (1984), zamienione w 1987 na Campylobacter pylori. Po zbadaniu genomu w 1989 szczepy zakwalifikowano ostatecznie do rodzaju Helicobacter. Początkowo nie było pewne, czy bakteria ma jakiekolwiek szkodliwe działanie. Aby to udowodnić, dwaj australijscy patolodzy z uniwersytetu w Perth, Barry Marshall i Robin Warren, rozpoczęli badania, podczas których m.in. ten pierwszy wypił zawiesinę zawierającą hodowlę bakterii. Wystąpiły u niego objawy ostrego zapalenia żołądka, co było ważnym dowodem na chorobotwórcze działanie H. pylori. Za to odkrycie Marshall i Warren zostali w 2005 uhonorowani Nagrodą Nobla w dziedzinie medycyny.
Stosunkowo szybko dostrzeżono powiązanie pomiędzy wrzodami i zapaleniem żołądka a obecnością bakterii w żołądku. Helicobacter pylori jest najważniejszą bakterią wśród flory żołądkowej człowieka. Odkryto również inne gatunki z rodzaju Helicobacter u ssaków i ptaków; niektóre z nich także mogą zakażać ludzi. Odkryto również, że niektóre gatunki z rodzaju Helicobacter zakażają wątroby pewnych ssaków, co prowadzi do chorób.
Niedawne badania wskazują, że różnorodność genetyczna H. pylori zmniejsza się wraz z odległością od Afryki Wschodniej, miejsca pochodzenia współczesnych ludzi. Przy pomocy danych o różnorodności genetycznej badacze stworzyli symulacje, które wskazują, że bakterie rozprzestrzeniły się z Afryki Wschodniej około 58 000 lat temu. Wyniki wskazują, że zakażenie H. pylori u nowoczesnych ludzi występowało przed rozpoczęciem migracji z Afryki.

## Biologia

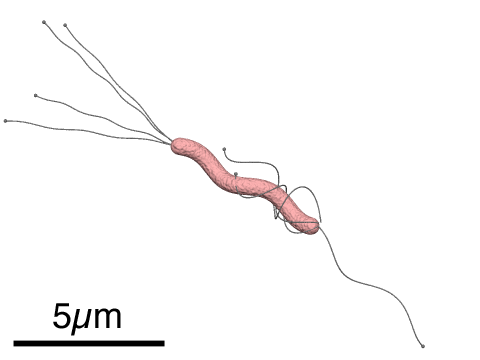
Morfologia H. pylori

Od czasu zaklasyfikowania bakterii jako Helicobacter pylori odkryto dziesiątki innych gatunków z rodzaju Helicobacter, które bytują w przewodzie pokarmowym różnych zwierząt.

### Morfologia i fizjologia
Bakterie H. pylori są podobne pod względem morfologicznym do bakterii Campylobacter, jednakże są od nich zazwyczaj większe. Długość bakterii wynosi 3–6 μm, a szerokość 0,6 μm. Drobnoustrój nie wytwarza przetrwalników.
Bakteria bytuje w warunkach niewielkiej dostępności tlenu na powierzchni błony śluzowej żołądka i dwunastnicy, rzadziej na błonie wyścielającej przełyk, wykazując dużą ruchliwość w śluzie pokrywającym błony. Ruchliwość ta wynika z faktu posiadania przez bakterię kilku, zazwyczaj do sześciu, pojedynczych witek. Nie ma jednomyślności w sprawie prawidłowej kwalifikacji bakterii pod względem wymagań tlenowych – jest ona zaliczana do mikroaerofilów albo do beztlenowców. Te rozbieżności prowadzą do różnic w warunkach hodowlanych stosowanych przez laboratoria mikrobiologiczne w celu zapewnienia bakteriom optymalnego środowiska do wzrostu. Badania dowiodły, że duże kolonie są w stanie wzrastać w szerokim zakresie stężeń tlenu. Helicobacter pylori wytwarza hydrogenazę, dzięki której może pozyskiwać energię z utlenienia cząsteczkowego wodoru (H2) wytwarzanego przez inne bakterie jelitowe. Może wytwarzać biofilmy, a także przechodzić z formy spiralnej do postaci ziarenkowca, co prawdopodobnie ułatwia jej przeżycie i rozprzestrzenianie się. Forma ziarenkowca nie została wyhodowana, ale odkryto ją w sieci wodociągowej w Stanach Zjednoczonych. Odkryto również, że ta forma może przylegać do komórek nabłonkowych żołądka in vitro.
Helicobacter pylori jest raczej wrażliwy na warunki zewnętrzne, potrafi jednak przeżywać w kwaśnym środowisku. Bakteria posiada pięć głównych rodzin białek błony zewnętrznej (OMP). Największa rodzina zawiera znane i domniemane adhezyny. Pozostałe cztery rodziny zawierają poryny, transportery żelaza, białka związane z rzęskami i białka o nieznanej funkcji. Podobnie jak inne typowe Gram-ujemne bakterie, błona zewnętrzna H. pylori składa się z fosfolipidów i lipopolisacharydu (LPS). Antygen O lipopolisacharydu może podlegać fukozylacji i przypominać antygeny grupowe krwi Lewisa znajdujące się na nabłonku żołądkowym. Zewnętrzna błona zawiera też glukozydy cholesterolu, który występuje u niewielkiej liczby innych bakterii.
| Cecha                   | Wynik    | Cecha                      | Wynik    |
| ----------------------- | -------- | -------------------------- | -------- |
| Ureaza                  | wytwarza | Katalaza                   | wytwarza |
| Oksydaza                | wytwarza | Produkcja H2S              | brak     |
| Redukcja azotanów       | brak     | Hydrolaza hipuranu         | brak     |
| Fosfataza zasadowa      | wytwarza | Aminopeptydaza argininowa  | wytwarza |
| γ-glutamylo-transferaza | wytwarza | Aminopeptydaza histydynowa | wytwarza |

Cechy biochemiczne mogą służyć do różnicowania bakterii w obrębie rodzaju. Zdolność do wytwarzania ureazy jest wykorzystywana w diagnostyce.

### Czynniki wirulencji
Czynniki wirulencji są to takie cechy bakterii, które pozwalają jej przełamywać naturalne systemy obronne organizmu. Treść żołądkowa ma odczyn kwaśny i posiada wyjątkowo niskie pH, wynoszące 2–4, które jest zabójcze dla większości bakterii. Cechy umożliwiające przeżycie w tym wybitnie trudnym środowisku to:

Czynniki wirulencji H. pylori

1. Wytwarzanie w dużych ilościach ureazy – enzymu katalizującego rozkład mocznika do amoniaku i dwutlenku węgla. Amoniak powoduje neutralizację kwasu solnego obecnego w soku żołądkowym i podwyższenie pH w bezpośrednim otoczeniu bakterii. Najmniejsze pH, przy którym obserwowany jest jeszcze wzrost bakterii in vitro wynosi 4,5; jeżeli jednak do podłoża zostanie dodany mocz (zawierający mocznik) wzrost jest widoczny nawet przy pH 3,5[22].
2. Rzęski – sześć rozmieszczonych biegunowo rzęsek umożliwia poruszanie się i wnikanie pod warstwę śluzową. Warstwa śluzowa chroni komórki żołądka przed działaniem kwasu solnego; w ten sposób bakteria korzysta z ochronnego systemu gospodarza. Dzięki nim bakteria jest bardzo ruchliwa[26]. Charakterystyczne włókna rzęsek pokryte osłonką składają się z dwóch współpolimeryzowanych flagelin: FlaA i FlaB[27].
3. Pompa wypompowująca jony H+ z komórek. Blokowanie tych pomp przez niektóre leki (np. omeprazol) podnosi pH w żołądku, który jest środowiskiem życia drobnoustroju[28].
4. Układ antyoksydacyjny mający na celu neutralizację wolnych rodników wytwarzanych przez neutrofile. Jest on dość złożony, w jego skład wchodzą enzymy katalaza, dysmutaza ponadtlenkowa, niedawno odkryte antyoksydacyjne białka MdaB oraz NapA (Neutrophil-activating protein)[29] oraz bardzo sprawny system naprawiający uszkodzenia DNA[30].
5. Adhezyny odpowiadające za przyleganie do nabłonka żołądka.
6. Cytotoksyny – kodowane w genach vacA (50% szczepów) i cagA (70% szczepów). Toksyna wakuolizująca (vacA) powoduje w komórkach nabłonkowych zlanie endosomów z lizosomami i sprzyja tworzeniu ogromnych wakuoli[31]. Ułatwia ponadto swobodny przepływ mocznika do światła żołądka[32]. Toksyna cytotoksyczna zaburza cytoszkielet komórek nabłonkowych i zwiększa adhezję bakterii do tak uszkodzonego nabłonka.

## Epidemiologia
Zakażenie H. pylori występuje powszechnie na całym świecie, chociaż stwierdza się różnice w częstości infekcji w poszczególnych krajach. Regułą jest, że częściej zakażenia tą bakterią stwierdza się w krajach rozwijających się, gdzie dotyka co najmniej 70% osób, a tylko u ok. 30% populacji w krajach wysokorozwiniętych. Ocenia się, że w Polsce zakażonych jest ok. 84% osób dorosłych i ok. 32% osób do 18. roku życia.

### Drogi zakażenia
Zakażenie bakterią następuje na drodze pokarmowej, najczęściej we wczesnym dzieciństwie przed osiągnięciem 10 roku życia i od tego czasu utrzymuje się przez całe życie, chociaż potwierdzono, że u części dzieci może dochodzić do samoistnego ustąpienia zakażenia. Uważa się, że do transmisji infekcji dochodzi z człowieka na człowieka i ustalono, że najczęściej matka zakaża dziecko.
Istnieje wiele wątpliwości co do drogi, poprzez którą najczęściej dochodzi do zakażenia. Rozważane są: gastro-oralna, oralno-oralna i fekalno-oralna.
Często do infekcji może dochodzić w wyniku kontaktu ze śliną zainfekowanej osoby (picie ze wspólnych butelek, jedzenie ze wspólnego talerza) lub poprzez jedzenie zanieczyszczonymi rękami. Istnieje również możliwość przeniesienia zakażenia drogą kontaktu oralno-analnego.

## Chorobotwórczość

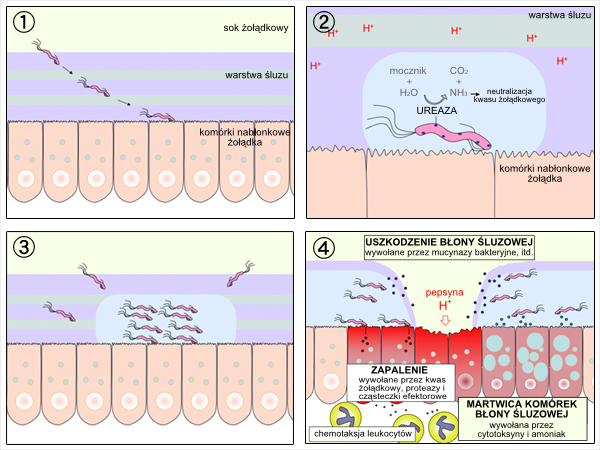
Przebieg zakażenia H. pylori:
1. H. pylori penetruje warstwę śluzową żołądka gospodarza i przylega do powierzchni komórek epitelialnych śluzówki żołądka.
2. Przy pomocy ureazy produkuje z mocznika amoniak, który neutralizuje kwas żołądkowy, co pozwala jej na przeżycie.
3. Namnaża się, migruje i tworzy miejsce zakażenia.
4. W wyniku zniszczenia śluzówki, procesu zapalnego i martwicy komórek śluzówki dochodzi do powstania owrzodzenia żołądkowego.

W swoich badaniach Barry Marshall i Robin Warren udowodnili, że choroba wrzodowa jest chorobą zakaźną, w której bakteria jest podstawowym czynnikiem patogenetycznym. Ponadto wykazali związek zakażenia z kilkoma chorobami górnego odcinka przewodu pokarmowego, ale samo zakażenie H. pylori nie daje objawów patognomonicznych.

### Zapalenie błony śluzowej żołądka
Po dostaniu się do żołądka bakterie H. pylori wywołują fazę ostrą zapalenia z uszkodzeniem nabłonka błony śluzowej, zmniejszoną produkcją śluzu oraz zmniejszeniem wydzielania kwasu solnego (hipochlorhydria). Uszkodzenie komórek nabłonka powodują związki produkowane przez H. pylori: amoniak, proteazy, cytotoksyna A, i niektóre fosfolipazy. Rzadko (głównie u dzieci) może dojść do zwalczenia zakażenia i samowyleczenia, ale częściej dochodzi do przewlekłej fazy zakażenia. Zakażenie H. pylori jest najczęstszą przyczyną przewlekłego zapalenia błony śluzowej żołądka.
Zakażenie wywołuje zmiany w błonie śluzowej żołądka – zapalenie błony śluzowej typu B. W ok. 80% przypadków nie ma wyraźnych objawów choroby, a poziomy gastryny oraz wydzielanie kwasu solnego przez błonę śluzową żołądka są prawidłowe.
Dwa szczególne typy zapalenia są związane z występowaniem chorób. W ok. 15% przypadków u ludzi produkujących duże ilości kwasu solnego dochodzi do zmian zapalnych w okolicy przedodźwiernikowej żołądka (antrum gastritis), które powodują zwiększenie wydzielania gastryny i kwasu solnego (którego wydzielanie jest dodatkowo wzmagane przez gastrynę), a co za tym idzie zagrożenie wystąpieniem owrzodzenia żołądka lub dwunastnicy. Kolonizacja okolicy wpustu jest korzystna dla H. pylori ze względu na pewne oddalenie od komórek okładzinowych trzonu żołądka, które produkują kwas solny
. W pozostałych ok. 5% przypadków powoduje zmiany zapalne w błonie śluzowej żołądka, które zlokalizowane są przede wszystkim w trzonie i dnie żołądka (pangastritis), a poziom gastryny jest zwiększony, natomiast stwierdza się hipochlorhydrię – ten typ zapalenia powiązany jest ze zwiększonym ryzykiem wystąpienia raka żołądka.
Przewlekłe zapalenie błony śluzowej związane z zakażeniem H. pylori powoduje atrofię błony śluzowej i pojawianie się ognisk metaplazji jelitowej.

### Choroba wrzodowa
Istnieje silny związek między zakażeniem H. pylori, a występowaniem choroby wrzodowej dwunastnicy. U zdecydowanej większości chorych stwierdza się to zakażenie (80–95%), a pozostałe przypadki wiążą się np. z przewlekłym zażywaniem niesteroidowych leków przeciwzapalnych lub hipergastrynemią z innych przyczyn. Eradykacja drobnoustroju doprowadza do wyleczenia i zapobiega nawrotom choroby. U podłoża powstawania owrzodzeń dwunastnicy może leżeć kilka mechanizmów, zależnych od infekcji H. pylori:
- zwiększone wytwarzanie kwaśnego soku żołądkowego
- powstawanie ognisk metaplazji żołądkowej
- rozwój miejscowej reakcji zapalnej błony śluzowej
- osłabienie procesów obronnych błony śluzowej

U pacjentów z zakażeniem H. pylori stwierdza się zwiększone stężenie gastryny we krwi, zarówno podstawowe, jak i po stymulacji oraz zmniejszone stężenie somatostatyny. Zależność pomiędzy występowaniem wrzodów a infekcją jest mniejsza u pacjentów z marskością wątroby.

### Rak żołądka
Główne typy morfologiczne raka żołądka to typ jelitowy i typ rozlany. Przewlekła infekcja Helicobacter pylori ma dobrze udokumentowany wpływ na rozwój typu jelitowego, nie wpływając na drugi rodzaj morfologiczny raka. Rozbieżności w częstości występowania raka w różnych rejonach geograficznych mogą być tłumaczone innym genomem bakterii w różnych rejonach, nie wszystkie szczepy są tak samo wirulentne (w zależności od obecności genów vacA i cagA).
Dostrzeżono korelację pomiędzy obecnością bakterii a występowaniem wczesnego raka żołądka.

### Chłoniak MALT
Długotrwała stymulacja układu immunologicznego w przebiegu infekcji Helicobacter pylori skutkuje ryzykiem rozwoju chłoniaków błony śluzowej żołądka. Z przeprowadzonych badań wynika, że bakteria ma wpływ na rozwój około 90% chłoniaków MALT (mucosa associated lymphatic tissue – nowotwór tkanki limfatycznej przewodu pokarmowego) żołądka, który jest najczęstszą lokalizacją tych nowotworów w całym przewodzie pokarmowym. Ryzyko rozwoju nowotworu jest większe, jeśli w genomie bakterii znajduje się gen vacA. Po eradykacji bakterii chłoniak ulega często regresji, o ile powstał na tle przewlekłej infekcji drobnoustrojem.

### Wpływ na inne choroby
Zakażenie Helicobacter pylori powiązano w badaniach z wieloma chorobami spoza przewodu pokarmowego, takimi jak astma, przewlekła obturacyjna choroba płuc, rozstrzenie oskrzeli, choroba niedokrwienna serca, udar mózgu, choroba Raynauda, pierwotny ból głowy, zespół Sjögrena, zapalenie naczyń związane z IgA, autoimmunologiczna małopłytkowość, autoimmunologiczne zapalenie tarczycy, choroba Parkinsona, idiopatyczna chroniczna pokrzywka, trądzik różowaty, łysienie plackowate, opóźnianie wzrastania, marskość wątroby, ale nie są to dane przekonujące. Jedynymi stanami, w których należy zastosować eradykację to niedokrwistości z niedoboru żelaza o niewyjaśnionej etiologii oraz przewlekła idiopatyczna małopłytkowość samoistna.
Nie udowodniono, aby u dzieci bez choroby wrzodowej i przewlekłego zapalenia błony śluzowej żołądka i dwunastnicy eradykacja Helicobacter pylori mogła spowodować ustąpienie bólów brzucha, ani nie wykazano związku pomiędzy zakażeniem Helicobacter pylori a bólami brzucha. Istnieje hipoteza, iż zakażenie bakterią ma niewielki wpływ na powstanie raka jelita grubego. Dowiedziono, że infekcja wybitnie zmniejsza ryzyko wystąpienia podtypu gruczołowego raka przełyku oraz przełyku Barretta, nie ma jednak żadnego wpływu na rozwój raka płaskonabłonkowego. Wydaje się, że szczególnie ochronnie działają szczepy posiadające gen cagA.
W przypadku obecności bakterii w wątrobie, zwiększone jest ryzyko powstania raka wątrobowokomórkowego. Ponadto ten typ raka występuje częściej u osób zakażonych drobnoustrojem niż w grupie kontrolnej. Infekcja występuje częściej u osób z wirusowym zapaleniem wątroby typu C i prawdopodobnie przyspiesza rozwój marskości w jej przebiegu. Część badań nie potwierdza wpływu bakterii na choroby wątroby.
Zasugerowano wpływ Helicobacter pylori na choroby urologiczne, głównie nowotwory (duże badanie retrospektywne). Być może infekcja bakterią w dzieciństwie zapobiega rozwojowi astmy i alergii.

### Karcynogenność
Badane są dwa powiązane mechanizmy, dzięki którym H. pylori mógłby promować rozwój raka. Jeden z nich opiera się na produkcji wolnych rodników w pobliżu H. pylori i zwiększaniu tempa zachodzenia mutacji komórek gospodarza. Drugim zaproponowanym mechanizmem jest „ścieżka perigenetyczna”, która polega na wzmocnieniu przekształconego fenotypu komórki gospodarza poprzez zmiany w białkach komórki takich jak białka adhezyjne. Zasugerowano, że H. pylori wywołuje zapalenie i lokalnie podniesienie poziomów TNF-α i/lub interleukiny 6. Według zaproponowanego mechanizmu perigenetycznego sygnalizacyjne czynniki zapalne, takie jak TNF-α mogą zmieniać adhezję komórek nabłonka żołądkowego i prowadzić do rozproszenia i migracji zmutowanych komórek nabłonkowych bez potrzeby dodatkowych mutacji w genach supresorowych takich jak te, które kodują białka adhezyjne.

## Diagnostyka

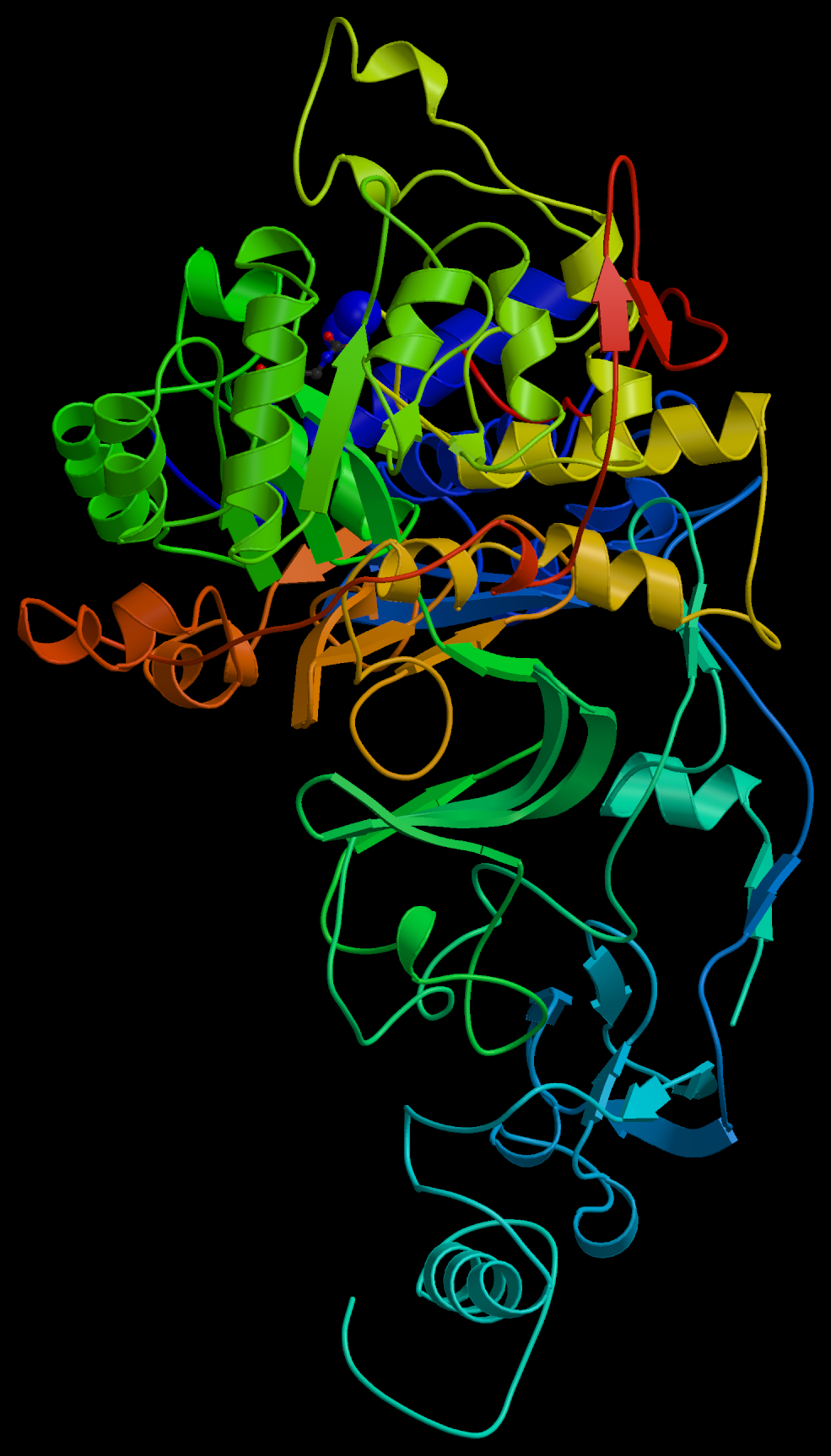
Molekularny model ureazy H. pylori

Warunkiem wstępnym do rozpoczęcia leczenia jest rozpoznanie zakażenia. Diagnostyka, w zależności od konieczności wykonania endoskopii, jest dzielona na inwazyjną lub nieinwazyjną.
Istotne jest, że na obniżenie dokładności badania może wpływać:
- stosowanie leków z grupy inhibitorów pompy protonowej
- stosowanie leków z grupy H2-blokerów
- zażywanie antybiotyków

przed jego wykonaniem. Z tego względu konieczne jest odstawienie ww. leków na 1–2 tygodnie przed terminem planowanego badania w kierunku H. pylori.

### Badania inwazyjne

#### Gastroskopia

Obraz żołądka; standardowo wycinki pobierane są z części oznaczonych cyframi 5, 4 i 3
Legenda (oznaczenie cyfr):
1. dno
2. krzywizna większa
3. trzon
4. (kolano)
5. jama odźwiernikowa
6. kanał odźwiernika
7. wcięcie kątowe
8. krzywizna mniejsza
9. fałdy żołądkowe
E. przełyk
D. dwunastnica (opuszka i fragment części zstępującej)

Badania inwazyjne polegają na wykonaniu gastroskopii z biopsją. Pobrany materiał może zostać poddany testowi na wytwarzanie ureazy, ocenie histopatologicznej lub założeniu hodowli. Bakterie nie są rozmieszczone równomiernie we wszystkich częściach żołądka – praktycznie zawsze zajęta jest okolica odźwiernika (część odźwiernikowa), stamtąd są również pobierane wycinki do badań. Zajęcie części wpustowej lub dna żołądka jest rzadkością. W przypadku przyjmowania inhibitorów pompy protonowej następuje przesunięcie kolonizacji ku górze, wtedy również zajęty jest zazwyczaj trzon z dnem.
Najtańszą metodą o bardzo wysokiej specyficzności i czułości jest poddanie materiału z biopsji testowi na wytwarzanie ureazy. Materiał wkładany jest do roztworu mocznika, a bakterie rozkładają go do amoniaku, co powoduje podwyższenie pH i zmianę zabarwienia. Test jest odczytywany po około kwadransie. Część autorów uważa ten sposób za bardziej czuły od badania histopatologicznego. Należy dodać, że istnieją badania, choć są one w zdecydowanej mniejszości, kwestionujące skuteczność testu ureazowego i preferujące inne metody diagnostyczne.
Materiał może być również poddany metodzie namnożenia fragmentu DNA bakterii (metoda PCR). Technika ta jest bardzo czuła – w jednym z badań korelacja pomiędzy wynikami PCR a wynikami otrzymanymi metodą tradycyjną wyniosła 100%.

#### String test
Druga metoda, praktycznie nie stosowana w Europie, polega na połknięciu kapsułki zawieszonej na sznurku i trzymaniu jej w przewodzie pokarmowym przez kilka godzin. Po wyjęciu dokonuje się posiewu na podłoże selektywne. Zalety tej metody to niższa cena badania, brak konieczności posiadania przeszkolonego personelu oraz wyższy komfort pacjenta, jednak jest ona mniej dokładna (81–93%) i wymaga badania w laboratorium mikrobiologicznym, które jest kosztowne, czasochłonne i mało popularne. W przypadku kapsułki nie ma sensu wykonywanie testu na wytwarzanie ureazy, ponieważ enzym może wytwarzać także flora fizjologiczna gardła i jamy ustnej (wyniki fałszywie dodatnie). Badanie może być przeprowadzone wiele kilometrów od placówki, w której wykonano test, jeśli transport do laboratorium zostanie przeprowadzony prawidłowo.

### Badania nieinwazyjne

#### Testy na obecność przeciwciał
Badanie to polega na wykrywaniu w surowicy krwi przeciwciał klasy IgG przeciwko Helicobacter pylori. Jest ono niespecyficzne (swoistość około 50%) i generuje pewną pulę wyników fałszywie ujemnych, dlatego czasami prowadzona jest dodatkowa diagnostyka przeciwciał klasy IgA we krwi, a badanie obu klas immunoglobulin polepsza wartość diagnostyczną testu. Badanie IgA, normalnie występującego w śluzówce przewodu pokarmowego, w materiale z biopsji nie ma jednak dużej wartości w rozpoznaniu infekcji. Ze względu na niskie koszty diagnostyka obecności przeciwciał we krwi może być uznana za wartościową w badaniach przesiewowych na obecność bakterii w organizmie. Poziom przeciwciał utrzymuje się na wysokich stężeniach także po udanym zakończeniu leczenia (około 6 miesięcy), nie może więc służyć do oceny skuteczności eradykacji.

#### Testy na wytwarzanie ureazy
Do badań nieinwazyjnych zalicza się ureazowy test oddechowy lub oparty na podobnej zasadzie test moczu, badanie śliny, krwi oraz kału.
Technika ta polega na podaniu do wypicia pacjentowi roztworu mocznika znakowanego radioaktywnym izotopem, który jest rozkładany przez obecne w błonie śluzowej żołądka bakterie H. pylori według równania:
H2N-CO-NH2 + H2O → 2 NH3 + CO2
Istnieją dwie główne metody badania obecności bakteryjnej ureazy, przy czym pierwsza jest znacznie bardziej rozpowszechniona:
1. test oddechowy (ang. UBT – Urea Breath Test) – w cząsteczce mocznika znakowany jest atom węgla. Jeśli wyżej wymieniona reakcja zaszła, mocznik w żołądku ulegnie rozkładowi na znakowany radioaktywnym izotopem dwutlenek węgla oraz na amoniak. Część dwutlenku węgla będzie wydychana przez osobę badaną i będzie zawierał on znakowany węgiel (reakcja dodatnia). Brak obecności znakowanego CO2 w wydychanym powietrzu to wynik ujemny. Wynik jest otrzymywany po 15–30 minutach.
2. test moczu – w cząsteczce mocznika znakowany jest atom azotu. Jeśli reakcja zaszła, mocznik w żołądku ulegnie rozkładowi na dwutlenek węgla oraz na znakowany amoniak. Amoniak przechodzi do krążenia i jest szybko wydalany przez nerki. Jeśli reakcja jest dodatnia, w moczu obecny będzie znakowany azot. Wynik jest otrzymywany po wielu godzinach.

Czułość testu oddechowego przekracza 90%, a specyficzność jest jeszcze wyższa. Może być on z powodzeniem stosowany w ocenie skuteczności leczenia przeciwbakteryjnego. Przed rozpoczęciem testu wskazane jest dokładne umycie zębów, języka i gardła, ponieważ flora fizjologiczna tam bytująca wytwarzając ureazę może generować wyniki fałszywie dodatnie (dodatni wynik testu przy braku Helicobacter pylori). W wątpliwych wypadkach można wykonać test dwukrotnie, przed i po umyciu jamy ustnej, a następnie porównać różnicę otrzymanych wyników.
Uważa się, że wiarygodność obu wariantów testu na wytwarzanie ureazy jest podobna. Istnieje również inny wariant testu ze znakowanym węglem w moczniku – część rozłożonego znakowanego CO2 przechodzi do krwiobiegu, a znakowanego węgla poszukuje się w tej metodzie we krwi, a nie w wydychanym powietrzu. Test oddechowy trwa krócej od gastroskopii z biopsją, przy podobnej skuteczności. Istnieją dwie możliwości znakowania związków izotopami węgla – 14C lub 13C – z których stosuje się obecnie głównie niepromieniotwórczy 13C. Metoda z użyciem radioaktywnego 14C jest tańsza (nie wymaga tak specjalistycznego analizatora), zasugerowano jednak, że może się to odbyć kosztem mniejszego bezpieczeństwa pacjenta. Napromieniowanie otrzymywane w trakcie badania jest jednak porównywalne do promieniowania naturalnego otrzymywanego przez mieszkańców USA w ciągu miesiąca.

#### Badanie metodą PCR
Technika ta polega na próbie namnożenia specyficznego dla bakterii fragmentu DNA, kodującego toksyny – cagA i vacA. Zazwyczaj badana jest próbka kału, czułość testu na obecność tam DNA bakterii wynosi 50–60%. Genom drobnoustroju obecny jest także w ślinie, jej analiza ma jednak małą wartość diagnostyczną – rezultat jednego z badań to 11 wyników pozytywnych na 19 osób na pewno chorych, czułość w innym wyniosła 25%. Zaletami badania metodą PCR (kału lub śliny) jest bardzo wysoka swoistość (nie generuje wyników fałszywie dodatnich) oraz krótki czas czekania na wynik.

### Hodowla
Zakładanie hodowli mikrobiologicznej jest niezmiernie rzadkie, w większości przypadków wykonywana jest ona w celach epidemiologicznych lub w celu ustalenia lekooporności szczepów występujących na danym rejonie. Wskazaniem do hodowli z wykonaniem antybiogramu jest co najmniej dwukrotna nieudana terapia eradykacyjna, choć nawet w tym wypadku posiew nie jest regułą. Większość standardowo używanych podłoży hodowlanych nie zapewnia wzrostu bakterii. Pożywki, na których uzyskuje się wzrost, to między innymi agar SATFM (Serum- and Animal Tissue-Free Medium), podłoża używane do hodowli Brucella z dodatkiem krwi, podłoża z cyklodekstryną, charcoal agar, Columbia agar czy podłoża wzbogacone wyciągiem z cyjanobakterii. Podłoże selektywne można uzyskać poprzez dodanie antybiotyków niedziałających na Helicobacter pylori lub poprzez specyficzny skład (np. CHBHP). Wzrost zaobserwowano także na wszystkich popularnych podłożach płynnych (wyjątkiem jest pożywka oparta na alfaketoglutaranie z wyciągiem z drożdży i wzbogacona surowicą), o ile zapewnione są odpowiednie warunki hodowli. Podłożem transportowym może być powszechnie używany agar czekoladowy, na którym większość bakterii jest obecna po trzech dniach, a niektóre nawet po dziewięciu.
Do udanej hodowli wymagane jest mikroaerofilne środowisko, zawierające 10% CO2 i 95% wilgotność. Posiew jest jedyną metodą w diagnostyce Helicobacter pylori o 100% swoistości. Jednakże czułość wynosi tylko 50%, co oznacza, że w połowie przypadków nie uzyskiwano wzrostu, mimo obecności bakterii w materiale. Szanse udanej hodowli maleją, jeżeli inokulum (początkowa ilość bakterii) było niskie. W przypadku dodania do hodowli H2O2, jeśli zawiera on H. pylori, powinno nastąpić intensywne pienienie spowodowane rozkładem przez układ antyoksydacyjny bakterii – patrz czynniki wirulencji; test ten jest jednak wybitnie niespecyficzny.

### Preparat histopatologiczny

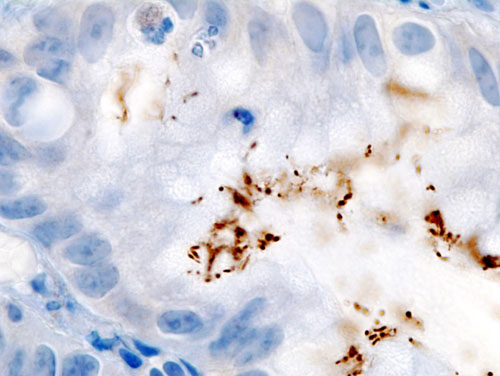
Helicobacter pylori wykryty metodą immunochemiczną

Najpopularniejszy sposób barwienia histopatologicznego, barwienie hematoksyliną i eozyną, nie zapewnia prawidłowej diagnostyki Helicobacter pylori. Interpretacja takiego preparatu wymaga dużego doświadczenia patologa. Barwienie metodą Giemsy oraz metodą Genta, przy podobnej czułości, zapewnia znacznie lepszą specyficzność. W jednym z badań dostrzeżono lekką przewagę metody Genta. Inną metodą, o wysokiej specyficzności i czułości, jest CLOtest.
Najlepszą metodą, wykrywającą nawet małe ilości bakterii jest barwienie immunohistochemiczne. Podczas analizy materiału należy początkowo ocenić cały preparat pod małym powiększeniem, wyszukując cech metaplazji lub anormalnego wyglądu skrawka. Bakteria, jeżeli jest obecna, lokalizuje się blisko wyściółki śluzowej żołądka, dlatego należy uważnie przejrzeć całą powierzchnię błony śluzowej. Drobnoustroje mogą być obecne zarówno w przypadku istnienia stanu zapalnego żołądka, jak i bez występowania jakichkolwiek jego cech. Ponieważ nie wszystkie obecne w żołądku bakterie to Helicobacter pylori, należy być ostrożnym z ostatecznym rozpoznaniem – najbardziej poprawnym sformułowaniem jest określenie bakterie podobne do H. pylori.
W przypadku ostrego zapalenia obecne są liczne neutrofile, jeśli staje się ono przewlekłe dostrzegalna jest ponadto atrofia, neoplazja i dysplazja komórek żołądka.

## Leczenie

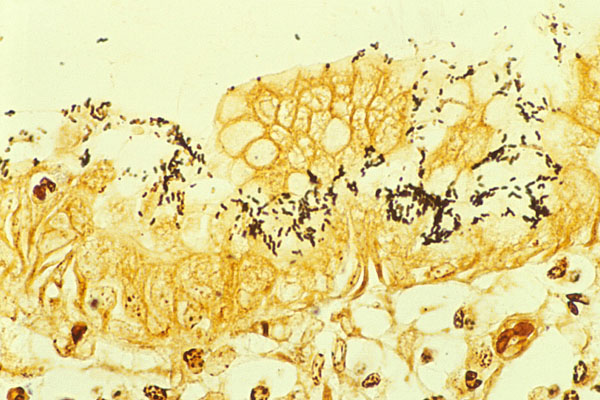
Kolonia Helicobacter pylori na powierzchni nabłonka regenerującego (barwienie srebrem Warthina-Starry’ego)

Celem leczenia jest całkowite usunięcie bakterii zagnieżdżonej w błonie śluzowej żołądka, co określa się mianem eradykacji. W zdecydowanej większości przypadków osób z bezobjawowym zakażeniem Helicobacter pylori nie jest ona rutynowo stosowana. W wypadku choroby wrzodowej eradykacja zapobiega nawrotom choroby i w istocie prowadzi do trwałego wyleczenia chorego; regresja występuje także w przypadku chłoniaka MALT, o ile wystąpił na tle zakażenia Helicobacter pylori.

### Farmakoterapia
Od samego początku zauważono, że standardowa terapia jednym antybiotykiem nie zapewniała sukcesu terapeutycznego, pomimo wrażliwości H. pylori in vitro na wiele antybiotyków. Po raz pierwszy terapię potrójną zastosował w 1987 gastroenterolog z Sydney Thomas Borody. Osiągnięty konsensus z Maastricht (1997) uznawał za skuteczną terapię, w której stosowano kombinację trzech leków przez siedem dni: inhibitor pompy protonowej, metronidazol/tynidazol oraz amoksycylinę. Drugi konsensus – kanadyjski z 1999 wprowadził dodatkowo klarytromycynę (obok amoksycyliny i metronidazolu, stosowanych zamiennie), która wykazywała najwyższą skuteczność wśród makrolidów. Według drugiego konsensusu z Maastricht (2000) powinno stosować się:
- Leki pierwszego rzutu (terapia potrójna): sole bizmutu/inhibitor oraz klarytromycyna i metronidazol/amoksycylina.
- Leki drugiego rzutu (terapia poczwórna): sole bizmutu[119][120], inhibitor, metronidazol, tetracyklina. Jeśli bizmut jest niedostępny, używa się wyłącznie trzech ostatnich leków.

Według trzeciego konsensusu z Maastricht można stosować sole bizmutu także podczas pierwszej próby eradykacji.
Terapia potrójna jest skuteczna w około 80–90% przypadków, o ile jest prowadzona wśród szczepów o wysokiej wrażliwości na antybiotyki (brak wcześniejszych prób eradykacji). Eradykacja przy zastosowaniu placebo wynosi 0%.
W terapii najczęściej stosowane są:
- antybiotyki i chemioterapeutyki
  - amoksycylina
  - klarytromycyna
  - tetracykliny
  - fluorochinolony
  - metronidazol
  - tynidazol
  - furazolidon
- inhibitory pompy protonowej (IPP, podawane w celu podwyższenia pH soku żołądkowego, co pozwala na zwiększenie liczby dzielących się, a tym samym bardziej podatnych na działanie antybiotyków bakterii)
  - omeprazol
  - pantoprazol
  - lanzoprazol
  - rabeprazol
  - esomeprazol

Problemem leczenia zakażenia H. pylori jest reinfekcja, a także wzrastająca oporność tej bakterii na standardowo stosowane leki. Szczepy w Polsce są najczęściej oporne na metronidazol lub klarytromycynę. Przyjmuje się, że leczenie powinno trwać 1–2 tygodnie. Skuteczność jest większa, jeżeli czas trwania terapii trwa 10 dni (zamiast popularnego tygodnia). Szanse udanej eradykacji maleją po dwóch nieudanych próbach, świadczy to o obecności lekoopornych szczepów na stosowane antybiotyki i chemioterapeutyki. Aktualnie rozważana jest możliwość wprowadzenia jako standardu terapii poczwórnej lub terapii sekwencyjnej, ze względu na zmniejszającą się wrażliwość Helicobacter pylori na stosowane obecnie terapeutyki. Wykazano wyższą skuteczność terapii sekwencyjnej (Włochy) Terapia sekwencyjna polega na stosowaniu inhibitora pompy protonowej i amoksycyliny w dawce 1,0 przez 5 dni i następnie przez kolejne 5 dni inhibitora pompy protonowej, klarytromycyny i tynidazolu (oba w dawce 2 × 500 mg).

#### Oporność na antybiotyki i chemioterapeutyki
Oporność na antybiotyki jest uważana za główną przyczynę niepowodzenia terapeutycznego eradykacji, obok kwaśnego pH żołądka inaktywującego antybiotyki. W badaniu przeprowadzonym wśród ludności zamieszkującej południowo-wschodnią Anatolię, pierwotna oporność na klarytromycynę wyniosła 16,4% (nie stosowano wcześniej terapii antybiotykowej). Po 14 dniach stosowania standardowej terapii potrójnej, wśród pacjentów u których bakteria była pierwotnie wrażliwa na ten lek, oporność na klarytromycynę wyniosła 27,2% (oporność wtórna). Nie zanotowano korelacji pomiędzy częstszym występowaniem oporności a jakimikolwiek cechami organizmu (wiek, płeć, aktywność soku żołądkowego etc.). W innym badaniu pierwotnie opornych na klarytromycynę było 3% szczepów, a na metronidazol 30%.

##### Oporność na klarytromycynę
Oporność na klarytromycynę (1998) wśród szczepów występujących w Europie jest najwyższa na południu (20%), a najniższa na północy (5%) kontynentu; średnia światowa wynosi około 10%. Obecnie niska wrażliwość Helicobacter pylori na ten antybiotyk, występująca w USA, praktycznie wyklucza go z terapii empirycznej. W eradykacji szczepów opornych na klarytromycynę zaproponowano zastosowanie lewofloksacynę. Oporność na klarytromycynę wiąże się prawdopodobnie ze zbyt częstym używaniem makrolidów. Wzrost zużycia leków z tej grupy w Japonii był dodatnio skorelowany ze wzrostem oporności Helicobacter pylori.

##### Oporność na nitroimidazole
Oporność na nitroimidazole, na przykład na metronidazol czy tynidazol, polega na zmniejszeniu aktywności nitroreduktazy. Ta grupa antybiotyków jest aktywna jedynie po zredukowaniu we wnętrzu komórki, dlatego zahamowanie enzymu redukującego zmniejsza efekt terapeutyczny.

### Inne metody

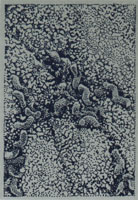
Fotografia H. pylori w mikroskopie elektronowym

W niektórych badaniach wykazano, że spożycie brokułów może efektywnie zahamowywać wzrost H. pylori dzięki sulforafanowi będącemu jednym z aktywnych związków. Wykazano, że guma mastyksowa zabija H. pylori in vitro, jednakże badania przeprowadzone in vivo nie wykazały takiego działania. Trwają prace nad opracowaniem szczepionki przeciw zakażeniu H. pylori. Zastosowanie jej przyniosłoby możliwość profilaktyki zachorowań zarówno na chorobę wrzodową, jak i raka żołądka.

## Badania genomu różnych szczepów
Znanych jest kilka szczepów, a genomy dwóch zostały w pełni zsekwencjonowane. Genom szczepu „26695” składa się z 1,7 miliona par zasad z 1550 genami. Dwa zsekwencjonowane szczepy wykazują różnice w 6% nukleozydów. Inne szczepy Helicobacter pylori mają podobną wielkość genomu. Badania nad genomem H. pylori są skoncentrowane na wyjaśnieniu patogenezy i zdolności bakterii do wywoływania choroby. Około 29% loci znajduje się w kategorii „patogenezy” bazy genomu. Oba zsekwencjonowane szczepy mają wyspę patogenności Cag o rozmiarach w przybliżeniu 40 kbp (sekwencje genowe, którym przypisuje się odpowiedzialność za patogenezę), która zawiera ponad 40 genów. Wyspa chorobotwórczości jest zwykle nieobecna u H. pylori izolowanej od ludzi, którzy są jej nosicielami, ale pozostają bezobjawowi.